# Anton Alexander von Auersperg
Grof Anton Alexander von Auersperg, psevdonim Anastasius Grün, avstrijski pesnik in kranjski liberalni politik, * 11. april 1806, Ljubljana, † 12. september 1876, Gradec.

## Življenje
Rodil se je v Ljubljani in je bil na čelu kranjske linije grofov in knezov Auerspergov. Njegova starša sta bila grof Alexander Auersperg in baronica Cecilija von Billichgrätz zu Baumkircherthurm und Hilzenegkh. 
Odrasel je na očetovem gradu Šrajbarski turn. Kot navaja Mira Miladinović Zalaznik v svojem delu Deutsch-slowenische literarische Wechselbeziehungen II (Ljubljana, 2008), naj bi se zaradi stika s takratnim deželnim prebivalstvom naučil tudi slovenščine. Kot sedemletnika ga je oče poslal na Dunaj, kjer je bil gojenec v Javni gimnaziji Sklada Terezijanske akademije (nemško Öffentliches Gymnasium der Stiftung Theresianische Akademie, krajše Theresianium). Po dveh letih so ga iz ustanove izključili.
Po očetovi smrti je prevzel upravljanje podedovanih posestev na Kranjskem: Šrajbarski turn v vasi Leskovec pri Krškem, ki ga je za 64.000 goldinarjev pridobil njegov znameniti prednik Herbard von Auersperg leta 1658, pozneje pa tudi dvorec Dornava, ki je bil v lasti žene.
Leta 1839 se je poročil z grofico Marijo Attems, hčerko deželnega glavarja Štajerske, grofa Ignaza von Attemsa. 28. februarja 1859 se jima je rodil sin Theodor. Po smrti staršev je Theodor prevzel upravljanje podedovanega posestva. Ko je 4. maja 1881 zaradi padca s konja umrl, je dedič postal Alexandrov nečak grof Erwin von Auersperg, ki je podedovano posestvo leta 1903 prodal.   
Anton Alexander Auersperg je veliko potoval po Italiji, Franciji, Nemčiji in Angliji, kjer je prišel v stik z mnogimi literarnimi osebnostmi. Poleti, kadar ni bil na potovanjih, se je Auersperg  zadrževal na svojih posestvih na Kranjskem. Zime je večinoma preživljal na Dunaju ali v Gradcu. Pokopan je v družinski grobnici na griču Šrajbarskega turna.

## Politična kariera
Anton Alexander je po letu 1830 pričel delovati v politiki. S pesniško zbirko Sprehodi dunajskega poeta se je uveljavil kot eden glavnih liberalnih nasprotnikov Metternichovega režima. Ko je Meternich odkril, kdo se skriva pod psvednonimom Anastasius Grün, je velel Auersperga poklicati k sebi in mu zastavil ultimat: ali se izseli v Ameriko ali pa se mu prepove objavljati njegova dela. Vendar se Auersperg ni dal ustrašiti in je ostal v domovini. Od leta 1832 je bil član stanovskega Kranjskega deželnega zbora, kjer je v 40. letih vodil uspešno pritožbeno akcijo proti povišani zemljarini. V času marčne revolucije leta 1848 je bil na Dunaju in aktivno sodeloval v revoluciji, kar je nadaljeval tudi po odhodu v Gradec. Izvoljen je bil tudi v frankfurtski predparlament, to je bilo zborovanje, ki je pripravljalo volitve v prankfurtski parlament. Sodeloval je v poznejšem odboru petdesetih, kjer se je med drugim zavzemal za enakopravnost narodov v bodoči demokratični državi. V Ljubljani je bil s 63 izmed 93 glasov izvoljen tudi za poslanca v frankfurtski parlament, kjer je deloval nekaj mesecev, nato pa se je razočaran odpovedal mandatu. Slovenski intelektualci s težnjami po Zedinjeni Sloveniji so volitve v frankfurtski parlament bojkotirali. Razkol med nemškim in slovenskom prebivalstvom je postajal vse večji in posledično tudi razpoke med Auerspergom in slovenskimi izobraženci. Auersperg je zagovarjal trditev takratne vlade, da je slovenski jezik manjvreden in da so največja svetovna dela, kot so na primer Homerjeva Iliada ter Shakespearov Hamlet, neprevedljiva v slovenski jezik. Leta 1866 je celo onemogočil reformo šolstva na Slovenskem, s tem ko je preprečil uvedbo slovenskega jezika.
Leta 1860 je bil po obnovitvi parlamentarnega režima zastopnik Kranjske v razširjenem državnem zboru. Od 1861 - 1867 je bil član Kranjskega deželnega zbora, nato pa od 1867 hkrati član štajerskega deželnega zbora in gosposke zbornice dunajskega državnega zbora.

## Anton Aleksander Auersperg in France Prešeren
Med letoma 1815 in 1818 je zamenjal več šol in tako je leta 1818, deloma tudi zaradi prigovarjanja očeta, pristal v zasebnem inštitutu Klinkowström, ki ga je vodil ustanovitelj Friedrich August Klinkowström. Tukaj je bil poleg učitelja slovenskega jezika Jožefa Orla njegov vzgojitelj tudi France Prešeren, s katerim se je spoprijateljil in ohranjal stike z njim vse do njegove smrti leta 1849. Prešeren je znanja željnemu Auerspergu prepustil ključ svoje zasebne knjižnice, kjer se je mladi Auersperg seznanil z literaturo, ki ni bila po godu klerikalno usmerjenemu upravniku Klinkowströmu. To dejstvo je samo še dolilo olja na ogenj med že tako skrhane odnose med Prešernom in Klinkowströmom, zato je ta kmalu zatem Prešerna odpustil. V letih 1823-1824 je Prešeren, ko je živel v Celovcu, da bi opravil prakso za sodnika, prepesnil Auerspergovo pesem Venezianer Trias in jo ironično poimenoval Tri želje Anastazija Zelenca. Auersperg in Prešeren sta brala Valvasorjevo Slavo vojvodine Kranjske, ki je spodbujala patriotsko naklonjenost do Kranjske, in  pripoved o povodnem možu v njej vključila v svoji deli. Prešeren je tematiko povodnega moža vključil v pesnitev z istoimenskim naslovom Povodni mož, Auersperg pa v pesnitev »Rečna nevesta« (nemško Strombraut. Eine krainische Sage). Po Prešernovi smrti je Auersperg napisal pesem Nekrolog Prešernu (nemško Nachruf an Prešérn).

### Venezianer-Trias
Ich wollt´, wenn nur das Wünschen hülf,

Drei Dinge wären mein:

Ein Mägdlein weiß, ein Pfäfflein schwarz,

Und eine Gondel fein!

»Ei sprich, wozu das Mägdlein weiß?« -

Ich wäre gern zu zwein!

Zum Seufzen nicht, zum Beten nicht,

Das traf´ich fast allein.

»Ei sprich, wozu das Pfäfflein schwarz?« -

Daß ich von Sünden rein!

Man weiß nicht, was geschehen kann,

Wenn man so oft zu zwein.

...Ei sprich, wozu die Gondel flink?« -

Zu rudern lustig drein.

Vom Mägdlein zu dem Pfäfflein gleich.

Und wieder zum Mägdelein!

## Constantin Wurzbach in Anastasius Grün
Constantin Wurzbach je grofa spoznal že v mladih letih. V njem je Wurzbach videl tudi vzornika za lastne pesniške ambicije, grofu pa je kasneje posvetil večji prispevek v svojem Biografskem leksikonu avstrijskega cesarstva (Biographisches Lexikon des Kaiserthums Österreich). Po Wurzbachu, ki je njegov vzor malo poveličeval, je Auersperg izdal delo Listje ljubezni (Blätter der Liebe, Stuttgart 1830) pod psevdonimom Anastasius Grün. Istega leta je sledil cikel romanc Poslednji vitez (Der letzte Ritter, München, 1830). V pesniški zbirki Sprehodi dunajskega poeta (Spaziergänge eines Wiener Poeten, Hamburg 1831) Auersperg prisega na takrat še nevidno politično veličino Avstrijske monarhije. Sledila so dela Drobir (Schutt, Leipzig 1835), Pesmi (Gedichte, Leipzig 1837), Nibelungi v fraku (Nibelungen im Frack, Leipzig 1843), Far iz Kahlenberga (Pfaff vom Kahlenberg, Leipzig 1850) ter delo V verandi (In der Veranda, 1876), ki so požela dobre kritike, kajti Auersperg je tako oblikovno kot tudi v izrazni moči presegel vse politične pesnike takratnega časa. Postal je slaven pesnik in vodilna sila liberalnega gibanja Avstrijskega cesarstva. Njegovo delo je bilo vzor za sodobne pesnike Mlade Nemčije (nemško gibanje Junges Deutschland). Zaradi političnega značaja njegovih pesmi so leta 1838 sprožili preiskavo, v kateri so razkrili njegov psevdonim.
Durch die weiten Meereswüsten,

Steuernd, wie ein Silberschwan

zwischen Ost`s und Westens Küsten

Wogt des Lieds melod`scher Kahn

Prek širokega morskega oboda,

potujoč, kot srebrni labod,

med obalami vzhoda in zahoda,

se ziblje poetični brod.

## Auerspergov odnos s Slovenci
Odnos slovenskih sodobnikov do Auersperga je bil mešan in neenoten. Po eni strani je bil Auersperg kot kranjski plemič, pripadnik ene najstarejših kranjskih plemiških rodbin, močno povezan s Kranjsko in jo dojemal kot svojo ožjo domovino, tako da mu v tem oziru niti najbolj goreči slovenski narodnjaki niso mogli očitati pomanjkanja patriotizma. Po drugi strani pa je bil zavezan ideji nove, enotne nemške države, v katere okvir naj bi po njegovem spadale tudi vse slovenske dežele, tudi Kranjska, in tako jasno prišel v nasprotje z vseslovensko idejo Zedinjene Slovenije. Auerspergov odnos do Slovencev in slovenskega jezika se je izoblikoval predvsem skozi njegovo literarno ukvarjanje s slovenskimi ljudskimi pesmimi. Za zbiranje in objavljanje slovenskih ljudskih pesmi naj bi ga že leta 1832 navdušil še en na slovenskih tleh živeči visoki habsburški plemič, štajerski nadvojvoda Janez. Auersperg se je lotil projekta z njemu lastnim mojstrstvom. Začel je zbirati prastare slovenske ljudske pesmi in jih prevajati v nemščino. Pesmi je zbiral tako med narodom kot v že objavljeni slovenski literaturi. Veliko so k projektu prispevali tudi najvidnejši slovenski literati tistega časa - Prešeren, Stanko Vraz, Emil Korytko, Jernej Kopitar, Ravnikar, Zalokar in Janez Bleiweis. Prevedene pesmi so najprej izhajale v različnih almanahih (Schwab-Chamissos Musenalmanach, Hormayrs Taschenbuch für die vaterländische Geschichte, Sonntaglblätter) med letoma 1837 in 1845. Šele leta 1850 je bila v Leipzigu izdana samostojna knjižica z naslovom Ljudske pesmi iz Kranjske (Volkslieder aus Krain). To Auerspergovo delo in njegov Poklon Prešernu, sta slovensko ljudsko pesem in slovensko poezijo prvič v zgodovini predstavila širšemu evropskemu občinstvu, za kar si je Auersperg končno prislužil priznanje tudi s slovenske strani. Še danes Auerspergovi prevodi slovenskih ljudskih pesmi štejejo med najbolj izjemna dela te vrste.
Pisatelj Janez Trdina (1830 - 1905), eden najbolj liberalnih in svobodomiselnih slovenskih pisateljev svoje dobe, je Auersperga sicer označil kot najtrdosrčnejšega med vsemi veleposestniki na Dolenjskem tistega časa. V svojem delu Izprehod v Belo Krajino je Trdina opisal tudi divje pivsko doživetje Auersperga s Prešernom in Andrejem Smoletom. Trdina tako pravi, da naj bi nekega dne leta 1839 Prešeren obiskal svojega prijatelja Smoleta, ki je bil takrat lastnik dvorca Prežek na Gorjancih. Prešeren in Smole naj bi tam preživela divje tri tedne, ko je šampanjec tekel v potokih in sta se prijatelja vsak dan hrupno zabavala vsak dan do jutra. Nekaj dni kasneje se jima je pridružil še »grof iz Šrajbarskega turna«, Alexander von Auersperg. Po njegovem prihodu naj bi veselo rajanje dobilo še popolnoma nove dimenzije in vik in krik se je iz gradu širil milje daleč, noč in dan. Trdina piše: »Takih norcev grad še ni videl. Na srečo je gospod grof ostal le tri dni«.
Auersperg, je napisal pesnitev Nekrolog Prešernu, ki je bila šele leta 1859 objavljena v delu Vodnikov spomenik (nemško Vodnik-Album), tako, da je vzel besedilo iz Prešernove pesmi Pevcu in ga prevedel v nemščino:
Wer kann

Erhellen die Nacht, die den Geist umspann?

Wer jag´

Den Geister vom Herzen, daß er`s nicht nag´

Vom Morgen zum Abend, vom Abend zum Tag! Prešern.

## Literarno delo
Njegova najpomembnejša literarna dela so:
- Listje ljubezni (Blätter der Liebe, 1830)
- Poslednji vitez (Der letzte Ritter, 1830)
- Sprehodi dunajskega poeta (Spaziergänge eines Wiener Poeten, 1831)
- Drobir (Schutt, 1836)
- Pesmi (Gedichte, 1837)
- Nibelungi v fraku (Nibelungen im Frack, 1843)
- Far iz Kahlenberga (Pfaff vom Kahlenberg, 1850)
- Kranjske ljudske pesmi (Volkslieder aus Krain, 1850)
- Robin Hood. Baladni venec iz staroangleških ludskih pesmi ('Robin Hood. Ein Balladenkranz nach altenglischen Volksliedern, 1864)
- V verandi (In der Veranda, 1876)

## Odlikovanja in priznanja
- 1853 Max II., kralj bavarske mu je leta podelil odlikovanje Maximiliansorden.
- 1864 častni meščan Dunaja.
- 1865 častni doktorat Univerze na Dunaju.
- 1868 častni predsednik delegacije Nemškega sveta (Reichsrat).
- 1871 častni član Akademije za znanost.
- 1891 so mu v dunajskem parku Schillerpark postavili spomenik, ki ga je naredil kipar Karl Schwerzek. Njegov spomenik se prav tako nahaja v Gradcu.
- 1896 so po njem poimenovali ulico v mestnem predelu Währing na Dunaju, to je die Anastasius-Grün-Gasse.
- 1950 so na Dunaju v ulici Schlesingerplatz 4 postavili spominsko ploščo, kajti na tem mestu je spoznal Franceta Prešerna.